# 井出かなめ
井出 かなめ（いで かなめ、1947年7月4日 - ）は、日本の元スピードスケート選手である。長野県小海町出身。三協精機所属。
1968年グルノーブルオリンピックでは、500m27位、1500m23位、3000m21位。
4年後の札幌オリンピックでは1500m18位、3000m16位だった。